# Orao (maglica)
Maglica Orao, (katalogizirana kao Messier 16, M16 i NGC 6611), emisijska maglica u zviježđu Zmija. Otkrio ju je Philippe Loys de Chéseaux 1745. godine

## Obilježja
Maglia Orao dio je difuzne emisije maglice, odnosno H II regije, koja je katalogizirana kao IC 4703. Ovo područje aktivnog stvaranja zvijezda udaljeno je oko 7000 svjetlosnih godina. Stup plina koji je vidljiv kako izlazi iz maglice dugačak je otprilike 9,5 svjetlosnih godina.
Najsjajnija zvijezda u maglici (HD 168076) ima prividnu magnitudu od +8,24 što je čini lako uočljivom s boljim dalekozorom. Zapravo se radi o binarnoj zvijezdi sastavljenoj od O3,5V zvijezde i O7,5V pratitelja.

## Amaterska promatranja
Messier 16 je dosta lako naći, koristeći zvijezde u zviježđu Štit. 
Dvogled će pokazati skup kao mutnu mrlju na mjestu otvorenog skupa. Teleskop s 100 mm u promjeru pokazat će oko 20 zvijezda i naznake maglice. Veliki teleskopi, oko 300 mm u promjeru, mogu vidjeti stupove prašine. Korištenje filtera poput UHC ili OIII je preporučljivo.

## Vanjske poveznice
- (engl.) SEDS: NGC 6611
- (engl.) Hartmut Frommert: Revidirani Novi opći katalog
- (engl.) Izvangalaktička baza podataka NASA-e i IPAC-a
- (engl.) Astronomska baza podataka SIMBAD
- (engl.) VizieR
- (engl.) Auke Slotegraaf: NGC 6611 Deep Sky Observer's Companion
- (engl.) Courtney Seligman: Objekti Novog općeg kataloga: NGC 6600 - 6649

Skica M16